# Route départementale 153 (Yvelines)
Pour les articles homonymes, voir Route départementale 153.
La route départementale 153 ou D153, est un axe ouest-est secondaire du nord-est du département des Yvelines.

## Itinéraire
Dans le sens ouest-est, les communes traversées sont :
- Orgeval ;
- Villennes-sur-Seine ;
- Poissy.